# 한국기독교교회협의회
한국기독교교회협의회(韓國基督敎敎會協議會, National Council of Churches in Korea, 약칭: NCCK)는 한국 기독교계의 일치 정신을 구현하고 에큐메니컬 운동을 위하여 창설된 범기독교 협의체를 말한다. 1924년 9월 24일 당시 장로교와 감리교의 선교 연합 구축을 위하여 결성된 조선예수교연합공의회에서 시작되었으며 일제의 간섭으로 활동하지 못하였다가 1946년 재발족하였다. 현재 8개의 한국 개신교 교단과 한국 정교회 등 총 9개 교단이 가입해 있다. 제주 4.3항쟁 70주년을 맞이한 2018년 4월 한국기독교교회협의회 정의평화위원회와 인권센터가 서울 광화문광장에서 ‘제주 4·3 역사 정의와 화해를 위한 기도회’를 열고 제주 4.3 유족들과 국민에게 기독교인이 학살에 동참했던 과거를 사죄했다. 에큐메니컬 운동을 위해 창설된 협의체기 때문에 WCC(세계교회협의회)와도 상당히 긴밀한 관계를 맺고 있다.

## 역사

### 설립
1905년 장로교 4개 선교부, 감리교 2개 선교부가 협의체를 형성하면서 <한국복음주의선교회연합공의회>(The General Council of Protestant Evangelical Missions in Korea)를 결성하였다. 이 공의회의 목적은 선교 사업에 있어 협력을 기하는 것이며, 결과적으로 “한국에서 유일한 하나의 복음주의 개신교를 조직”하는 것이었다. 한국에서 교파를 초월한 하나의 교회를 설립하려는 의도여서 선교사들도 호응을 하였으나 정치적인 이해관계로 인해 성사되지는 못했다.
그러다가 1924년 9월 24일 새문안교회에서 <조선예수교연합공의회>(Korea National Christian Council, KNCC)가 창설되었다. 선교사 중심의 <재한개신교선교부연합공의회>와 한국교회 주체의 <조선예수교장감연합협의회>가 통합하여 창설된 한국 기독교의 대표적인 연합기관이었다. 초대회장에 차재명 목사가 당선되었다. 창립 총회에서 채택된 규칙에서 밝힌 목적은 '협동하야 복음을 선전함, 협동하야 사회도덕의 향상을 도모함 그리고 협동하야 기독교 문화를 보급케 함'이었다.
창립 당시 단체에 참여했던 한국교회는 조선예수교장로회, 조선미감리회, 조선남감리회였고, 외국선교부는 미국 북장로회, 미국 남장로회, 오스트레일리아 장로회, 캐나다 연합 장로회, 미국 북감리회, 미국 남감리회였고, 기독교기관으로는 대영성서공회와, 조선기독교청년회(YMCA)였다. 실질적으로 오늘날의 <한국기독교교회협의회>(NCCK)의 모체라 할 수 있는 이 <조선예수교연합공의회>(KNCC)는 처음에는 11개 단체 대표들로 조직되었다. 이후 1931년 <조선기독교연합공의회>로 이름을 바꾸었고 이후 1937년 해산될 당시에는 11개 회원 단체 외에도 <조선여자기독교청년회>(YWCA), <조선예수교서회>, <조선주일학교연합회>, <재일본 캐나다장로회선교회>, <조선기독교여자절제회> 등도 회원으로 가입하고 있었다.
한편, 한국 개신교계는 20세기 초부터 다양한 세계 에큐메니컬 대회에 참여하고 있었다. 특히 현대 선교운동과 교회일치운동의 전환점이 되는 에든버러 세계선교대회에 윤치호가 비공식 자격으로 참여하기도 하였다. 이 대회는 계속위원회를 구성하였고, 후에 국제선교협의회로 발전하였다. 이러한 세계 선교의 상황 속에서 조선예수교연합공의회는 국제선교협의회의 산하 기구인 국가단위의 교회일치운동 조직이 되었다.
<조선예수교연합공의회>의 회원대표 규정에 따라 한국 개신교의 대표가 선교사의 수를 넘어서게 되었다. 따라서 한국 개신교인들이 공의회에서 주도권을 행사할 가능성이 커졌다. 이러한 상황이 되자 선교사들은 폐지하기로 했던 <재한개신교선교부연합공의회>를 존속시키면서 <조선예수교연합공의회>와는 별도의 협의체를 계속 유지해 나갔다. 이제 한국인 주도의 <조선예수교연합공의회>는 제한적이었지만, 이전에 외국인 선교사들이 주도하던 각종 사업에 참여하면서 외국인 선교사 의존의 시대를 벗어나 한국인 주체의 한국 개신교 형성에 크게 이바지 하였다. 그러나 일제 말, <조선예수교연합공의회>는 폐쇄되어 <조선기독교연합공의회>라는 친일단체로 변모하였고, 한국 개신교계는 1945년 7월 <일본기독교조선교단>으로 통합되었다.

### 해방과 분단
해방과 더불어 국가와 종교의 재건이 이루어졌다. 일제 말 통폐합되었던 <일본기독교조선교단>이 해체되었고, 1946년 가을 교파연합운동 기구로 <조선기독교연합회>가 조직되었다. <조선기독교연합회>는 1948년 대한민국 정부가 수립되자, <한국기독교연합회>로 명칭을 바꾸었다. <한국기독교연합회>는 1948년 8월 암스테르담에서 개최된 <세계교회협의회>(WCC) 창립총회에 대표를 파견함으로써, 세계 개신교 교파들의 초교파운동에 참여하였다. 또한 해방 이후 한국이 직면한 전쟁과 분단 등 연속적인 국가적 혼란을 속에서 <한국기독교연합회>는 이와 관련된 문제를 해결하기 위해 국내는 물론 국제적인 노력을 아끼지 않았다.
1961년 국제선교협의회는 세계교회협의회와 병합하여 세계교회협의회의 산하기구인 세계선교와 전도 위원회가 되었는데, 이러한 병합에는 선교와 교회는 분리될 수 없다는 것과 교회가 광의의 선교의 주체가 되어야 한다는 두 가지 기조가 놓여 있었다. 이런 변화에 따라 한국에서도 한국기독교연합회가 한국기독교교회협의회로 명칭을 변경하였다.

### 민주화·통일 운동
한국기독교교회협의회는 민주화운동에 동참했다. 해방 후 이승만 정권과 유착했던 한국 개신교는 4·19 혁명 이후 예언자적 사명을 망각하고 있었음을 반성하는 계기를 맞았지만, 1961년 5·16 군사 정변을 지지했다. 한일국교정상화회담은 처음으로 한국 개신교 청년들을 정치 현장을 불러냈다. 이후 한국 개신교계는 삼선개헌에 대한 찬반으로 크게 양분되었다. 박정희 정권은 1971년 위수령과 비상사태를 선포하며 10월에는 계엄령을 선포하고 유신개헌을 강행했다.
이후 박정희 정권은 유신반대 운동을 내란음모 사건으로 확대하여 가혹하게 탄압했다. 예를 들어 1974년 4월 정부는 개헌운동을 막기 위해 전국민주청년학생총연맹 사건을 조작했다. 1,024명이 조사를 받았고 183명이 사형 및 무기징역을 포함한 실형을 받았다. 이 사건으로 한국기독교교회협의회 소속 교단들의 저항이 일어났다. 그 결과 소장파 목사들과 구속자 가족들, 신자들이 참여하는 목요기도회가 시작되었다. 또한 한국기독교교회협의회는 1974년 5월 4일 인권위원회를 창립하여 한국사회의 인권을 대변하는 역할을 하였다. 그리고 한국기독교교회연합회 소속 교단의 청년회 대표들은 1976년 1월 한국기독교청년협의회(Ecumenical Youth Council)를 창립했다. 이후 한국기독교청년연합회는 1970년대 후반에서 1980년대에 개신교 민주화 운동의 전위 역할을 담당했다.
한국기독교교회협의회는 긴급조치 9호가 시행되자 1976년 1월 15일 목요기도회를 재개했다. 한편 박정희 정권은 한국에 종교의 자유가 있음을 보이기 위해 개신교 대형집회를 이용했다. 1973년의 빌리 그래함 한국전도대회, 대학생선교회(CCC)가 주최한 엑스플로 74, 77 민족복음화 대성회 등은 정부의 지원을 받으면서 성대하게 치러졌다. 정권의 지원을 받는 보수적인 종교인들은 주로 민주화 운동을 용공으로 비난하거나 국가조찬기도회를 통해 정권에 접근하면서 영향력을 확대했고 군사정권의 정치적 지지 세력이 되었다. 이러한 상황 속에서 한국기독교교회협의회는 1980년 5월의 광주항쟁 이후 전두환 정권에 대항하여 민주화와 인권을 위한 다양한 활동을 전개하였다.
민주화 이후 한국기독교교회협의회는 통일운동에 참여하였다. 한국기독교교회협의회는 1970년대 이후 정부의 간섭으로 통일에 대한 논의를 전개하지 못하는 상황에서 고착상태에 놓여있었다. 1982년 2월 협의회 산하에 통일문제연구원 운영위원회를 특별위원회로 설치하기로 결의한 이후 1985년 3월까지 정부의 공권력은 한국기독교교회협의회의 활동을 강력하게 탄압하였다. 그러나 1985년 3월 제34차 총회에서 채택한 한국교회 평화 통일 선언을 시작으로 한국기독교교회협의회의 통일운동이 본격화되었다.
한국기독교교회협의회의 민족의 통일과 평화에 대한 한국기독교회 선언은 1988년 2월 29일 한국기독교교회협의회 제37차 총회에서 채택하여 발표한 것이다. 이것은 조국의 통일문제를 두고 고민해 온 한국기독교교회협의회가 가맹 교단들의 의견을 수렴하여 통일에 대한 고백적인 내용을 담아 남북한 우리 민족과 온 세계 앞에서 선언한 것이다. 이 KNCC 통일선언은 한국 개신교계가 그동안 진행시켜 오던 통일 논의를 처음으로 종합 정리함으로써 이전의 통일운동의 성과를 보여주는 동시에 앞으로의 운동에 새로운 방향을 제시하여 기독교 운동의 하나의 척도 역할을 하였다는 점에서 역사적 중요성을 갖는다. 이 선언을 통해 한국 개신교계의 통일 논의가 본격화될 수 있었다. 동시에 평화통일선언 20주년 기념예배를 경동교회와 아카데미 하우스에서 개최하였으며, 세계교회협의회에서 발표한 리마예식, 성공회 기도서 등 다양한 전례 문서를 참조하여, 고교회적 예배로 집전되었다.
2011년 11월부터 기존 개신교 7개 교단 외에 루터교 뿐만 아니라 동방 정교회인 한국 정교회까지 포함하여 총 9개 교단이 가입하여 활동하게 됐다.

## 다른 기독교 단체와의 관계
한국기독교교회협의회는 보수적 개신교 단체인 한국기독교총연합회와 연합예배를 드리면서 한국 개신교의 일치를 위한 노력을 하고 있다. 2006년부터 한국기독교총연합회와 공동으로 부활절 연합예배를 드렸으며 2010년 광복 65주년을 맞아 한국기독교총연합회와 공동으로 서울시청 앞 광장에서 8.15 대성회를 개최하기도 하였다.
또한 한국기독교교회협의회는 동방 정교회가 회원인 협의회로 세계교회협의회와 에큐메니컬 운동을 같이 하는 협력 단체로서 개신교 내의 일치운동 뿐만 아니라, 정교회와 일치 운동을 해오며, 근래에 와서 천주교회와의 일치 운동도 지속적으로 실천하고 있다.

## 조직
회원 교단이 1년에 한 번씩 돌아가면서 회장을 역임하는 전통에 따라 67회(2018~2019년도) 회장은 대한예수교장로회(통합) 소속 이성희 목사가 맡고 있다. 회장은 NCCK 실행위원회 회의를 주재하는 의장 역할을 수행하나 업무에 대한 실질적인 권한은 총무에게 위임되어 있다.
현재 총무는 대한예수교장로회(통합) 소속 이홍정 목사이며, 임기는 4년으로 이후 연임이 가능하다.

### 회원 교단
- 대한예수교장로회(통합)
- 기독교대한감리회
- 한국기독교장로회
- 대한성공회
- 구세군 대한본영
- 기독교대한복음교회
- 기독교대한하나님의성회(통합)
- 기독교한국루터회
- 한국정교회

### 회원 단체
- CBS기독교방송
- 대한기독교서회
- 한국기독학생회총연맹(KSCF)
- 한국YMCA전국연맹
- 한국YWCA연합회

## 같이 보기
- 세계교회협의회
- 한국기독교총연합회
- 한국교회연합
- 조선그리스도교련맹